# Tomomi Fujimura
Tomomi Fujimura (jap. 藤村 智美, Fujimura Tomomi; * 30. Mai 1978 in Präfektur Hyōgo) ist eine ehemalige japanische Fußballspielerin.

## Karriere

### Verein
Sie begann ihre Karriere bei Iga FC Kunoichi, wo sie von 1997 bis 2005 spielte. Sie trug 1999 zum Gewinn der Nihon Joshi Soccer League bei. 2006 folgte dann der Wechsel zu INAC Kōbe Leonessa. 2009 beendete sie Spielerkarriere.

### Nationalmannschaft
Im Jahr 1997 debütierte Fujimura für die japanischen Nationalmannschaft. Sie wurde in den Kader der Asienmeisterschaft der Frauen 1999 und 2001 berufen. Insgesamt bestritt sie 20 Länderspiele für Japan.

## Errungene Titel

### Mit Vereinen
- Nihon Joshi Soccer League: 1999

### Persönliche Auszeichnungen
- Nihon Joshi Soccer League Best XI: 2000